# Pécorade
Pécorade je naselje in občina v francoskem departmaju Landes regije Akvitanije. Naselje je leta 2009 imelo 151 prebivalcev.

## Geografija
Kraj leži v pokrajini Gaskonji 32 km jugovzhodno od Mont-de-Marsana.

## Uprava
Občina Pécorade skupaj s sosednjimi občinami Arboucave, Bats, Castelnau-Tursan, Clèdes, Geaune, Lacajunte, Lauret, Mauries, Miramont-Sensacq, Payros-Cazautets, Philondenx, Pimbo, Puyol-Cazalet, Samadet, Sorbets in Urgons sestavlja kanton Geaune s sedežem v Geaunu. Kanton je sestavni del okrožja Mont-de-Marsan.

## Zanimivosti
- cerkev sv. Lovrenca iz 12. stoletja;